# Hype House
The Hype House — тиктокерский дом и одноимённый аккаунт в соцсети TikTok.

## История
Идея тиктокерского дома — дома, в котором живут и вместе снимают ролики популярные тиктокеры — возникла в США. Первый в мире тиктокерский дом — The Hype House — открылся в декабре 2019 года.
Часть финансирования для создания проекта была получена от Дейзи Кич, несмотря на это покинувшей проект в 2020 году. 
По состоянию на 31 марта 2020 года в нём состояли 19 тиктокеров от 16 до 23 лет. Самой известной из них, Чарли Д’Амелио, было 16.
В мае 2020 года Чарли и её сестра Дикси Д’Амелио покинули проект.

## Описание, тематика канала
Тиктокерский дом Hype House находится в Лос-Анджелесе и представляет собой большой особняк, где живёт и работает группа популярных тиктокеров.
Темы роликов — танцы, липсинк и т. п.
Как пишет «Афиша Daily», видеоролики «кажутся однообразными и незатейливыми даже по меркам «ТикТока»:

Кажется, что участники просто пользуются своей популярностью и даже не стараются придумать что-то новое и оригинальное. Они могут спокойно собрать миллионы просмотров на бессмысленном бэкстейдже или ролике, в котором кто‑то просто лежит на кровати.

## Реалити-шоу на Netflix
Американская стриминговая платформа Netflix анонсировала 14 января 2022 года премьеру в Hype House нового реалити-шоу о начале пути к славе самых известных медийных личностей соцсетей.